# Rocca delle Caminate
La rocca delle Caminate era un castello situato su una collina, a 356 metri di altitudine, nel comune di Meldola, in provincia di Forlì-Cesena.
Più volte demolita e ricostruita, nel XIX secolo fu abbandonata in stato di rovina finché, negli anni '20 del Novecento, venne costruito al suo posto un nuovo edificio in stile neomedievale che divenne la residenza estiva di Benito Mussolini.

## Storia

### Le rocche medievali

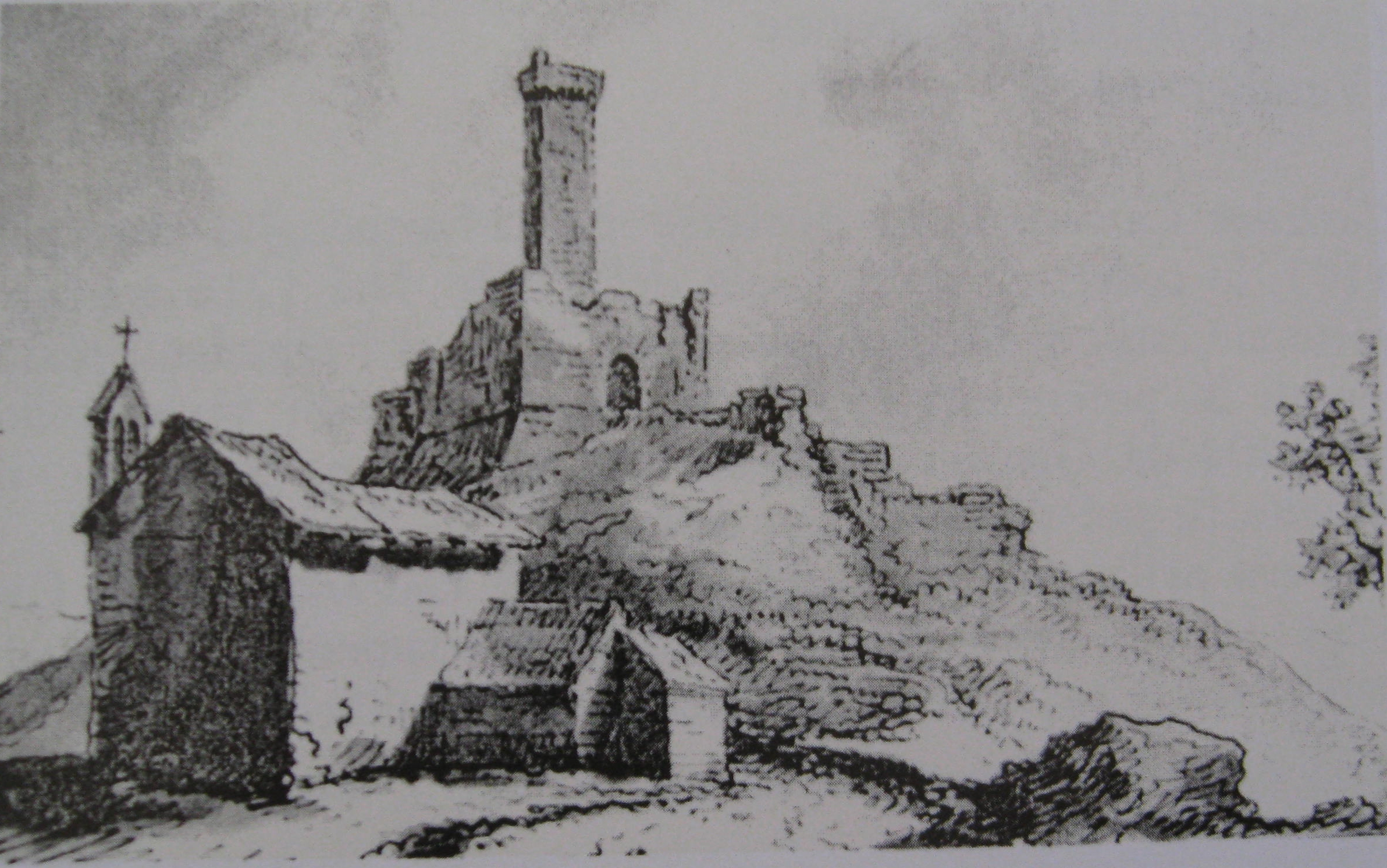
Rocca delle Caminate come appariva a metà dell'Ottocento. Tratto da un dipinto di Romolo Liverani

Probabilmente eretta sui resti di un fortilizio romano, le prime attestazioni del Castrum Caminate, nominato anche Caminatari o Montis Tetti sono del 997, quando risultava soggetto ad Ambrone delle Caminate. Nel 1120 era in possesso dei Belmonti i quali, ribellatisi all'autorità imperiale, furono costretti a fuggire quando Corrado II venne a distruggere il castello. Ricostruito l'anno seguente da Guglielmo Belmonti, fu nuovamente preso e distrutto dai forlivesi nel 1212. L'anno successivo, gli stessi forlivesi provvidero a ricostruirlo. Rinaldo Belmonte approfittò di una situazione favorevole e riuscì a riconquistarlo nel 1235. Non potendo tollerare tale oltraggio, una successiva spedizione di forlivesi, aiutati da faentini, portò alla conquista e all'ennesima distruzione della rocca. Nuovamente ricostruito nel 1248, il castello fu, nel 1380, affidato a Sinibaldo Ordelaffi che ne fece migliorare le fortificazioni. Così, nel 1387, Sinibaldo riuscì a resistere all'attacco portato da Giovanni Ordelaffi che aveva intenzione di spodestare il proprio fratello dalla signoria di Forlì. Ritornato ancora in possesso dei Belmonti, nel 1395 fu assediato da Francesco Ordelaffi che riuscì a espugnarlo. Nel 1407 ne era proprietario il comune di Forlì il quale lo perse per opera dei Malatesta e da questi fu reso ai Belmonti; Belmonte Belmonti lo restituì nuovamente ai Malatesta, che nel 1417 lo cedettero a Carlo di Montealboddo. Nel 1424, per ordine dei Visconti, Angelo della Pergola riuscì a occupare la rocca, anche se per un breve periodo perché già nel 1433 le fonti riportano come proprietario Antonio Ordelaffi. Nel 1435 questi ne perse il possesso nuovamente per mano di Angelo della Pergola, assoldato direttamente dalla Santa Sede; lo Stato Pontificio decise di affidarlo ai Belmonti, i quali però la persero nel giro di breve tempo per opera dei forlivesi che la persero a loro volta nel 1438 per opera di Roberto Malatesta. Passò quindi nel 1441 a Domenico Malatesta e nel 1468 a Pino III Ordelaffi, che decise di raderla al suolo. Passata sotto dominio francese nel 1494, ne fu di seguito decisa la riedificazione e i Forlivesi la tennero fino al 1503, anno durante il quale fu conquistato da Venezia. Il dominio veneziano non fu mai accettato di buon grado da nessuna delle parti che lottavano per il suo possesso e nel 1508 passò definitivamente sotto la sovranità della Santa Sede che la affidò ai conti Pio di Carpi. A fine Cinquecento la rocca fu possesso degli Aldobrandini, poi dei Pamphili per essere poi, a fine ottocento, proprietà, per enfiteusi, della famiglia Baccarini di Forlì. In stato di abbondono, e ulteriormente danneggiata nel terremoto nel 1870, restavano in piedi solo qualche bastione e alcuni ruderi.

### La rocca novecentesca

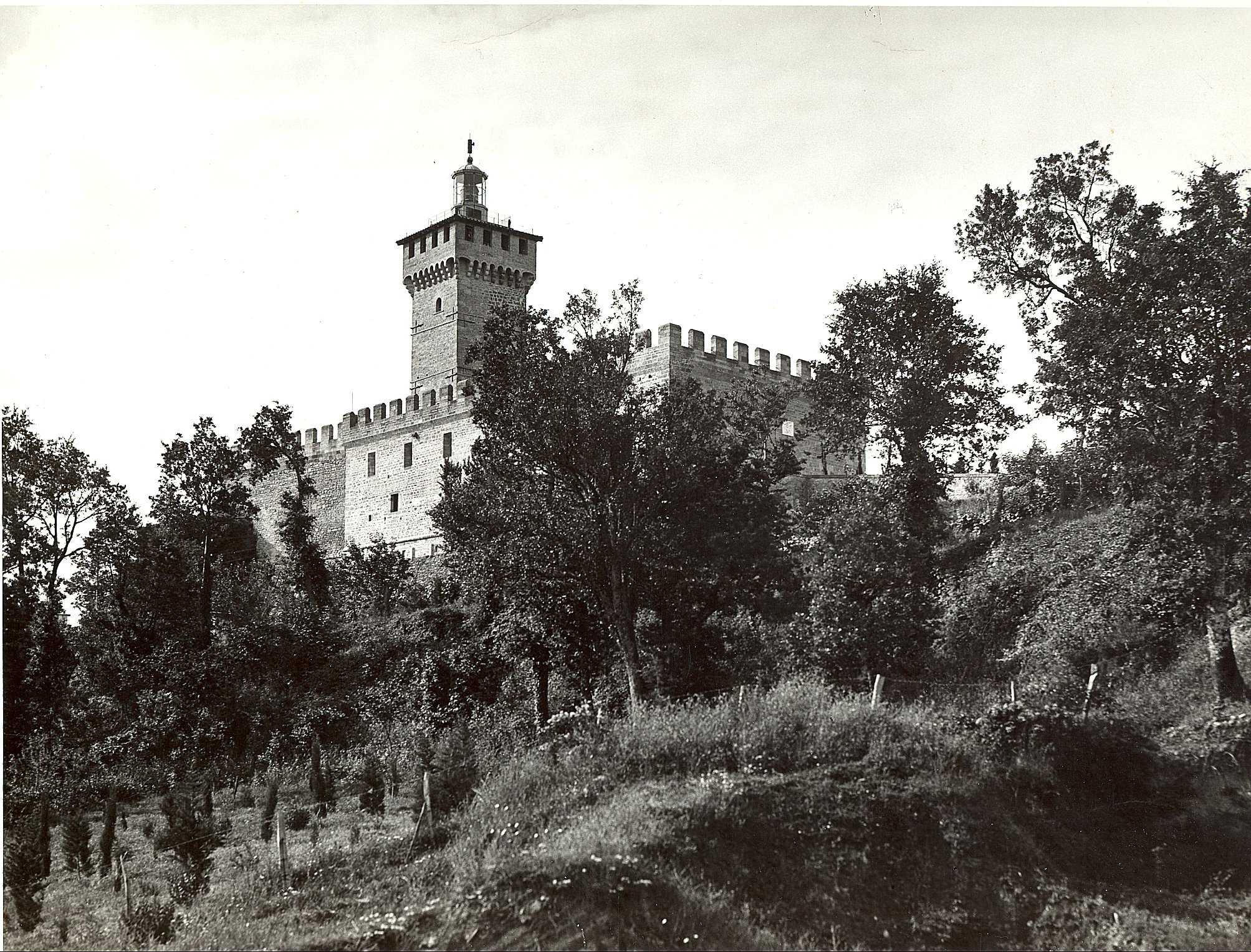
Rocca delle Caminate nel 1939.
Foto E. Zoli Forlì

Negli anni fra il 1924 e il 1927 la rocca fu interamente ricostruita in stile neomedievale, ottenendo i necessari finanziamenti tramite un prestito littorio, una sottoscrizione indetta fra i cittadini della Romagna, per poi essere donata a Benito Mussolini che la elesse sua residenza estiva. Sulla torre, riedificata, venne installato un faro che emetteva un fascio di luce tricolore con una potenza di 8000 candele, visibile a oltre 60 km di distanza, a indicare la presenza del duce all'interno della rocca. Fu durante uno dei suoi brevi soggiorni alla rocca che Mussolini compose l'autografo del Patto a quattro, nel marzo del 1933.
Il 28 settembre 1943, vi si tenne, presieduto da Mussolini, il primo consiglio dei ministri della Repubblica Sociale Italiana, per nominare i responsabili del nuovo governo repubblicano fascista. Durante tale periodo l’adiacente caserma, dove risiedeva il corpo di guardia, fu luogo di torture verso i partigiani fra i quali Antonio Carini (detto Orsi), ucciso nei pressi della rocca il 13 marzo 1944.
Nel 1962 Rachele Guidi, vedova di Mussolini e proprietaria del castello, che le era venduto dal coniuge nel 1932, lo vendette all’Opera Nazionale Maternità e Infanzia, la quale tuttavia non riuscì a prevedere un utilizzo adeguato e lo rimise a sua volta in vendita. Fu così che nel 1971 l’Amministrazione Provinciale di Forlì lo acquistò al prezzo di 48 milioni di lire, spinta sia dalla volontà di tutelare un bene di sicuro interesse storico sia dalla necessità di scoraggiare forme di strumentalizzazione connesse al suo valore simbolico.
Fino al 1982 non furono effettuate iniziative di restauro. Solo negli anni successivi si avviò una riflessione sulle possibili destinazioni d'uso e furono avviati interventi di parziale salvaguardia, che più avanti interessarono anche la cinta muraria. Il dibattito sulle destinazione della Rocca si concluse solo dopo il 2007, quando si aprì la concreta prospettiva di creare un tecnopolo dedicato alla ricerca con finanziamenti dell’Unione europea, i quali, integrati da uno stanziamento della Provincia di Forlì, hanno consentito il completamento del qualificato restauro che oggi ha reso accessibile l’intero compendio.

### La rocca oggi
Della fortezza originaria databile all'XI secolo non restano che le fondamenta e qualche muro, mentre della fortezza ricostruita dai forlivesi all'inizio del Cinquecento restano i bastioni e alcuni camminamenti.
La riedificazione voluta negli anni venti, avvenuta secondo i criteri e le linee correnti all'epoca, ne ha parzialmente alterato la struttura originaria che comunque si era mantenuta anche dopo i danni arrecati dal terremoto.
Dopo la seconda guerra mondiale, gli arredi furono asportati; la scrivania che fu di Mussolini è oggi nell'ufficio del sindaco di Predappio.
La nuova rocca è di proprietà della provincia di Forlì-Cesena. Vi si tengono ogni anno un palio rievocativo delle lotte fra le famiglie Belmonti, Malatesta e Ordelaffi e una rassegna di arti medievali (tiro con l'arco, falconeria, scherma medievale). È inoltre sede di arrivo dell'annuale cronoscalata automobilistica Predappio-Rocca delle Caminate, valida per la Coppa Italia Montagna Nord.
A seguito di un restauro durato quattro anni e terminato nel 2016, la rocca è destinata a diventare "una sede per la ricerca universitaria e dell'innovazione d'impresa".

## L'origine del nome
Sono state fatte due ipotesi sull'origine del nome dato alla Rocca. Secondo la prima, le Caminate sarebbero i cammini di ronda che contornavano le mura dell'antico fortilizio; secondo un'altra ipotesi, invece, il nome deriverebbe dall'elevato numero di stanze caminate, cioè provviste di camino, quindi riscaldate.